# Liun
Cette page contient des caractères spéciaux ou non latins. S’ils s’affichent mal (▯, ?, etc.), consultez la page d’aide Unicode.
Liun, լիւն ou լյուն en arménien ([lʏn]), est la 12e lettre de l'alphabet arménien.

## Linguistique
Liun est utilisé pour représenter le son d'une consonne spirante latérale alvéolaire voisée ([l]).

## Représentation informatique
- Unicode[1] :
  - Capitale Լ : U+053C
  - Minuscule լ : U+056C